# Lista de vereadores de Paracambi
Esta é a lista de vereadores de Paracambi, município brasileiro do estado do Rio de Janeiro.
A Câmara Municipal de Paracambi é formada por nove representantes.

## Legislatura de 2021–2024
Estes são os vereadores eleitos nas eleições de 15 de novembro de 2020, pelo período de 1° de janeiro de 2021 a 31 de dezembro de 2024:
| Mesa Diretora (2021-2022)              |                       |                        |                           |
| Nome                                   | Início do mandato     | Fim do mandato         | Cargo                     |
| Antonio Carlos S. Chambarelli (DEM)    | 1º de janeiro de 2021 | 31 de dezembro de 2022 | Presidente da Câmara      |
| Alan Silva dos Santos (PP)             | 1º de janeiro de 2021 | 31 de dezembro de 2022 | Vice-presidente da Câmara |
| Aline Otília Soares F. Benevenuto (PL) | 1º de janeiro de 2021 | 31 de dezembro de 2022 | 1ª Secretária             |
| João Victor Monardini Pereira (PSC)    | 1º de janeiro de 2021 | 31 de dezembro de 2022 | 2º Secretário             |
| Fernando José G. Gonçalves (DEM)       | 1º de janeiro de 2021 | 31 de dezembro de 2022 | Corregedor                |

|   | Nome                                                                               | Partido                      | Votos | %    | Observações |
| - | ---------------------------------------------------------------------------------- | ---------------------------- | ----- | ---- | ----------- |
| 1 | José Américo Ferreira Junior, Juninho Dolavale (Paracambi, 23.03.1982–)            | Partido Liberal (PL)         | 1.312 | 5,32 | 1º mandato  |
| 2 | Fernando José Gomes Gonçalves, Fernando Bozão (Paracambi, 11.11.1980–)             | Democratas (DEM)             | 1.268 | 5,14 | 1º mandato  |
| 3 | Dário Vinicius Carvalho Braga (Rio de Janeiro, 10.09.1982–)                        | Progressistas (PP)           | 1.237 | 5,02 | 2º mandato  |
| 4 | Alan Silva dos Santos (Paracambi, 27.10.1972–)                                     | Progressistas (PP)           | 1.227 | 4,98 | 4º mandato  |
| 5 | Aline Otília Soares Ferreira Benevenuto (Engenheiro Paulo de Frontin, 05.06.1990–) | Partido Liberal (PL)         | 1.189 | 4,82 | 1º mandato  |
| 6 | Carlos Alberto Callegaris Neves, Kaku Amigo de Paracambi (Paracambi, 18.11.1967–)  | Progressistas (PP)           | 1.052 | 4,27 | 1º mandato  |
| 7 | Antonio Carlos Soares Chambarelli (2021-2022) (Nova Iguaçu, 13.06.1968–)           | Democratas (DEM)             | 962   | 3,90 | 4º mandato  |
| 8 | João Victor Monfardini Pereira (Paracambi, 23.03.1990–)                            | Partido Social Cristão (PSC) | 574   | 2,33 | 2º mandato  |
| 9 | Adecarlos de Carvalho Vieira, Nenem Vieira (Paracambi, 03.11.1962–)                | CIDADANIA                    | 572   | 2,32 | 1º mandato  |

## Legislatura de 2017–2020
Estes são os vereadores eleitos nas eleições de 2 de outubro de 2016, pelo período de 1° de janeiro de 2017 a 31 de dezembro de 2020:
|   | Nome                                                                     | Partido                               | Votos | %    | Observações |
| - | ------------------------------------------------------------------------ | ------------------------------------- | ----- | ---- | ----------- |
| 1 | Romero Marques de Freitas, do Hospital (Paracambi, 24.10.1969–)          | Partido Democrático Trabalhista (PDT) | 1.495 | 5,65 | 1º mandato  |
| 2 | Alan Silva dos Santos (Paracambi, 27.10.1972–)                           | Partido Social Cristão (PSC)          | 959   | 3,63 | 3º mandato  |
| 3 | Ronaldo José Cândido da Silva, Foguinho (Paracambi, 05.02.1981–)         | Partido Social Cristão (PSC)          | 946   | 3,58 | 1º mandato  |
| 4 | Fernando César Cavalcante Maconato (Paracambi, 03.10.1982–)              | Partido Progressista (PP)             | 850   | 3,21 | 1º mandato  |
| 5 | Rodrigo da Silva Pessôa (Paracambi, 30.04.1977–)                         | Partido Democrático Trabalhista (PDT) | 842   | 3,18 | 1º mandato  |
| 6 | Adilson Paulo Soares (Paracambi, 15.10.1963–)                            | Partido Social Cristão (PSC)          | 793   | 3,00 | 4º mandato  |
| 7 | Antonio Carlos Soares Chambarelli (2017-2018) (Nova Iguaçu, 13.06.1968–) | Partido Progressista (PP)             | 736   | 2,78 | 3º mandato  |
| 8 | Dário Vinicius Carvalho Braga (2019-2020) (Rio de Janeiro, 10.09.1982–)  | Partido Republicano Brasileiro (PRB)  | 732   | 2,77 | 1º mandato  |
| 9 | João Victor Monfardini Pereira (Paracambi, 23.03.1990–)                  | Partido Verde (PV)                    | 594   | 2,25 | 1º mandato  |

## Legenda
| Cor  | Significado          |
| Bege | Presidente da Câmara |
| Azul | Suplente             |